# Buta Palace
Дворец «Бута» является одним из основных центров исполнительских искусств и концертных залов в Баку. Он состоит из двух залов для проведения мероприятий и парковки на 800 автомобилей. Большой зал способен вместить до 2000 посетителей. Малый зал предназначен для проведения конференций и презентаций и может содержать 400 посетителей. Размер большого зала — 1572 квадратных метра (16 920 квадратных футов), а малого зала — 652 квадратных метра (7 020 квадратных футов).

## Мероприятия
Во дворце «Бута» состоялся ряд крупных мероприятий, в том числе выступления различных артистов (Давид Вендетта, Pitbull, 50 Cent, G-Unit, Эйкон, Крис Уиллис и другие).